# Thalassochernes kermadecensis
Espèce
Thalassochernes kermadecensis est une espèce de pseudoscorpions de la famille des Chernetidae.

## Distribution
Cette espèce est endémique des îles Kermadec en Nouvelle-Zélande.

## Description
Le mâle holotype mesure 3,5 mm et la femelle paratype 5 mm.

## Étymologie
Son nom d'espèce, composé de kermadec et du suffixe latin -ensis, « qui vit dans, qui habite », lui a été donné en référence au lieu de sa découverte, les îles Kermadec. 

## Publication originale
- Beier, 1976 : The pseudoscorpions of New Zealand, Norfolk, and Lord Howe. New Zealand Journal of Zoology, vol. 3, no 3, p. 199-246 (texte intégral).